# スイッチング・コスト
スイッチング・コスト（英: switching cost）または切り替え費用（きりかえひよう）とは、ある商品から他の商品、あるいはあるブランドから他のブランドに切り替えることに伴って発生する費用である。
まず第一に金銭的な費用が挙げられるが、金銭的費用に限らず切り替えに伴って必要となる習熟や慣れに要する時間（の機会費用）や心理的費用（心理的コスト。心理的負担。心理的ストレス。）なども含まれる。探索コストも含まれる。
髙いスイッチング・コストが生じるとほかのサービスへの乗り換えを阻害するため、その製品やブランドを提供している企業側からは、顧客の囲い込みに用いられる。
取引コストの一種である。